# Vila Laura (Salvador)
Vila Laura é um bairro brasileiro localizado na cidade de Salvador, na Bahia.

## História
O bairro da Vila Laura, localizado na capital baiana, nasceu da antiga fazenda pertencente ao coronel Frederico Costa, nascido em São Sebastião, no ano de 1851. Duas de suas principais ruas tem os nomes de sua esposa, Laura Costa, de quem o bairro recebeu o nome, e Lalita Costa sua filha com Laura, que tinha o mesmo nome da mãe, mas era mais conhecida por Lalita.
Na década de 1940 a maior parte do bairro era composto por vegetação: mata, plantação de laranjas ou de pasto da Fazenda Vila Laura, que existia na região. Era propriedade da família do coronel Frederico Costa, que foram loteadas aos poucos. Em 2007 era parte da Região Brotas, RA V. Em 2008 viviam cerca de 40 mil pessoas no bairro. O visual é composto em sua maioria por edifícios e poucas casas. A principal rua é a Rua Raul Leite, que tornou-se valorizada na década de 2000 devido ao crescimento local. Em 2014 foi realocado para Região Centro/Brotas. Em 2017 tornou-se oficialmente um bairro, após ser aprovado o projeto de lei 363/17.

## Demografia
Foi listado como um dos bairros menos perigosos de Salvador, segundo dados do Instituto Brasileiro de Geografia e Estatística (IBGE) e da Secretaria de Segurança Pública (SSP) divulgados no mapa da violência de bairro em bairro pelo jornal Correio em 2012. Ficou entre os bairros mais tranquilos em consequência da taxa de homicídios para cada cem mil habitantes por ano (com referência da ONU) ter alcançado o segundo nível mais baixo, com o indicativo "1-30", sendo um dos melhores bairros na lista. Entre janeiro e abril de 2013, uma guerra de traficantes elevou o índices de homicídios ao redor da região.